# قائمة مصطلحات تشريح العضلات
تُوصف العضلات باستخدام مصطلحات تشريحية متفردة، وفقا لحركة العضلة وبنيانها.

## التصنيف

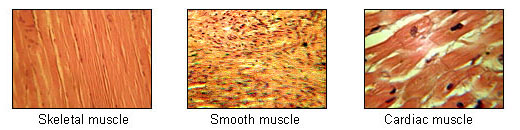
أنواع الأنسجة العضلية في جسم الإنسان (موضحة بأبعاد مختلفة):
- العضلات الهيكلية (Skeletal muscle).
- العضلات الملساء (Smooth muscle).
- العضلات القلبية (Cardiac muscle).

هناك ثلاثة أنواع من الأنسجة العضلية في جسم الإنسان: الهيكلية, الملساء والقلبية.

### العضلات الهيكلية

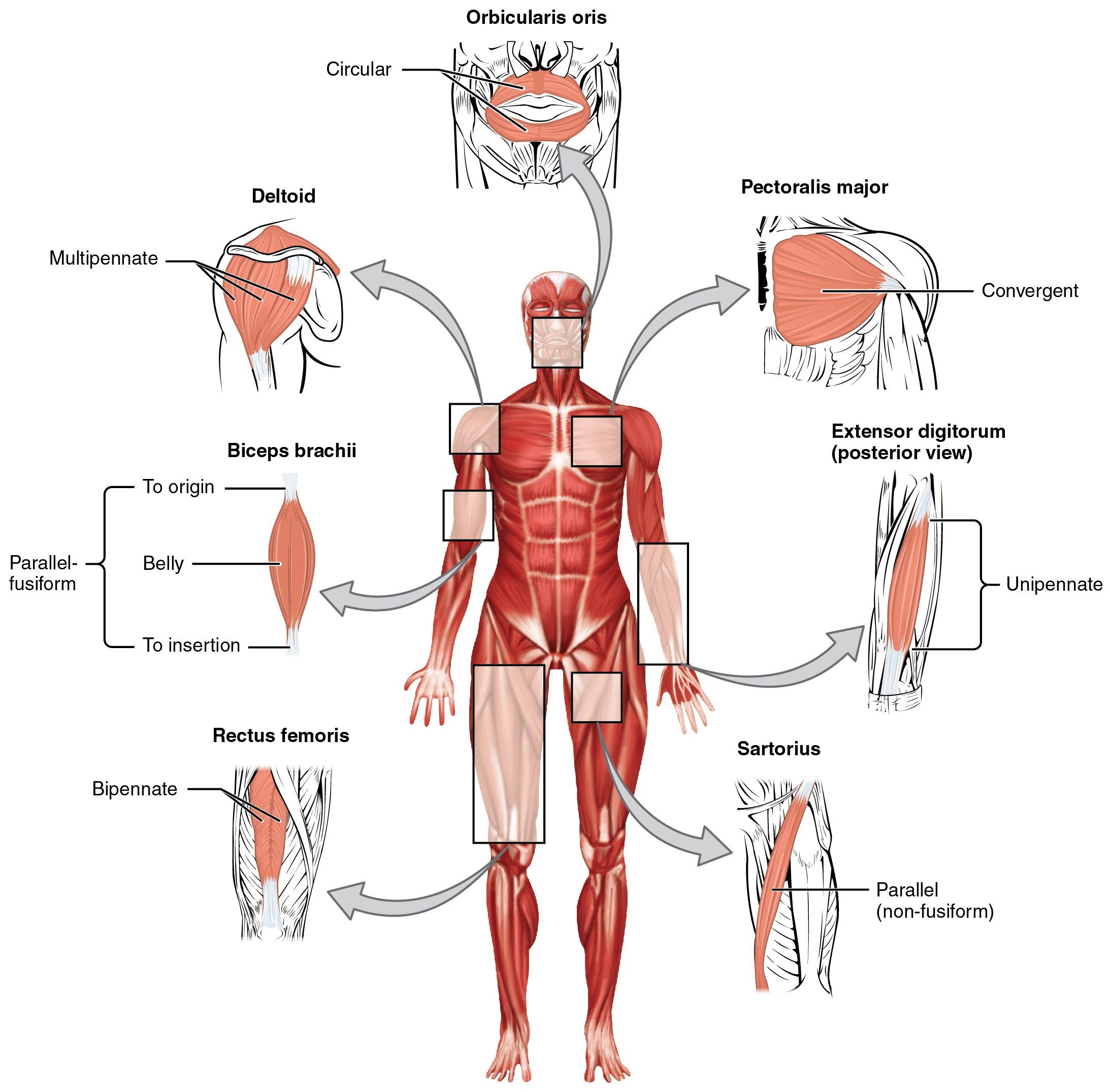
السبعة أنواع العامة للعضلات الهيكلية.

العضلة الهيكلية (بالإنجليزية: Skeletal muscle) أو العضلة المخططة (بالإنجليزية: striated muscle أو striped muscle) أو العضلات الإرادية (بالإنجليزية: Voluntary muscle) أو العضلات الطوعية، كلها أسماء لنفس النوع من العضلات التي ترتبط بالعظام عن طريق وتر، فتعمل كالروافع مع عظام الهيكل العظمي البشري لكي يستقيم البدن تحت الضغط الجوي، ويؤدي الحركات الطوعية.

### العضلات الملساء
تتواجد أنسجة العضلات الملساء (بالإنجليزية: Smooth muscle) في أجزاء الجسم التي تعمل لا إرادياً. معظم هذا النوع من الأنسجة العضلية يتواجد في الجهاز الهضمي حيث يعمل على دفع الطعام والكيموس والبراز إلى الأمام، ويتواجد في الجهاز البولي حيث يعمل علي دفع البول. تتواجد أيضاً العضلات الملساء ضمن الرحم حيث أنها تُساعد على تسهيل الولادة، وتتواجد كذلك في العين حيث تقوم العضلة المُصِرّة للحدقة بضبط سعة حدقة العين (القزحية أو البؤبؤ).

### العضلات القلبية
عضلة القلب (بالإنجليزية: Cardiac muscle) تقتصر على القلب فقط، وهي غير طوعية (لا إرادية) في حركتها، وبالإضافة إلى ذلك، فإن هذه العضلة تعمل باستثارة ذاتية دون مؤثرات أو محفزات خارجية.

## حركة العضلات الهيكلية
فضلا عن مصطلحات تشريح الحركة، والتي تصف الحركة التي تنفّذها العضلات، هناك مصطلحات إستثنائية لوصف عمل مجموعة من العضلات.

### الناهضة والمناهضة
العضلات الناهضة والعضلات المناهضة (متعارضة/مضادة) هي العضلات التي تسبب أو تمنع الحركة.
العضلات الناهضة (بالإنجليزية: Agonist muscles) تُسبب حركةً من خلال تقلّصها. على سبيل المثال، العضلة ثلاثية الرؤوس العضدية تتقلص خلال المرحلة الأولى (الوضع العلوي) من تمرين الضغط حين يكون الكوع في حال البسط (elbow extension). خلال المرحلة الثانية (الوضع السفلي) من تمرين الضغط، تسترخي نفس العضلة ثلاثية الرؤوس العضدية تدريجياً للتحكم في انثناء الكوع وسرعة الهبوط. لا تزال العضلة ثلاثية الرؤوس العضدية ناهضة أيضاً أثناء النزول في تمرين الضغط، لأنها تقاوم الجاذبية أثناء عملية استرخاء العضلة ولولاها لاصطدم الجسم هاوياً إلى الأرض. وبذلك تكون العضلة العضدية ثلاثية الرؤوس هي المحرك الرئيسي. تُسمّى العضلات الناهضة أيضا ب«المحركة الرئيسية» (بالإنجليزية: prime movers)، لأنها هي العضلات المسؤولة في المقام الأول لتوليد حركة معينة. ويصف هذا المصطلح عادة عضلات الهيكلية.
1) المرحلة الأولى العلوية تتقلص فيها العضلة ثلاثية الرؤوس العضدية فيتمدد مفصل الكوع.
العضلات المناهِضة (بالإنجليزية: Antagonist muscles) تُعارض حركة معينة. وهذا يؤدي إلى التحكم والسيطرة على الحركة، ويبطّئها، ويُرجع أحد أطراف الجسم إلى وضعه الأوّلي. المناهَضة ليست خاصية ذاتية بل هي الدور الذي تلعبه عضلة ما اعتمادا على نوع الحركة. إذا تم عكس حركة ما، فإن العضلات الناهضة و العضلات المناهضة تتبادلا الأدوار. فمثلاً:
- لأن العضلات المُثنية تقوم دائما بحركة الثني فإنها تكون ناهضة عند القيام بحركة الثني، و مناهضة عند القيام بحركة البسط.
- وعلى العكس، العضلات الباسطة تكون هي الناهضة عند القيام بحركة البسط، و مناهضة عند القيام بحركة الثني.

بالنسبة للمثال التوضيحي أعلاه الخاص ببيان استخدام العضلة ثلاثية الرؤوس العضدية خلال تمرين الضغط، فإن العضلات المثنية للكوع تكون مناهضة خلال مرحلتي التمرين على حد سواء: المرحلة العلوية والمرحلة السفلية.

### أزواج العضلات الناهضة والمناهضة
غالبا ما تكون العضلات الناهضة والمناهضة أزواج، ويُسَمَّون بالأزواجِ المُتَناهِضَة (بالإنجليزية: antagonistic pairs) ، فحين تتقلص عضلة منهما، تسترخي الأخرى. العضلة ذات الرأسين العضدية والعضلة ثلاثية الرؤوس العضدية مثال على زوجين مُتَناهِضَين ، فعند رفع الذراع تتقلص العضلة ثلاثية الرؤوس العضدية بينما تسترخي العضلة ذات الرأسين العضدية.
«الحركات العكسية» تحتاج زوجان مُتَناهِضَان يقعان في طرفين متقابلين من المفصل أو العظام. تتألف هذه المجموعة من العضلات الباسطة التي «تفتح» المفصل (عن طريق زيادة الزاوية بين العظمين)، والعضلات الباسطة التي تعكس الحركة عن طريق خفض الزاوية بين العظمين.

لا تتزاوج كل العضلات بهذه الطريقة. فالعضلة المثلثة (الدالية) مثال على هذا الاستثناء.

### الفعل التآزري

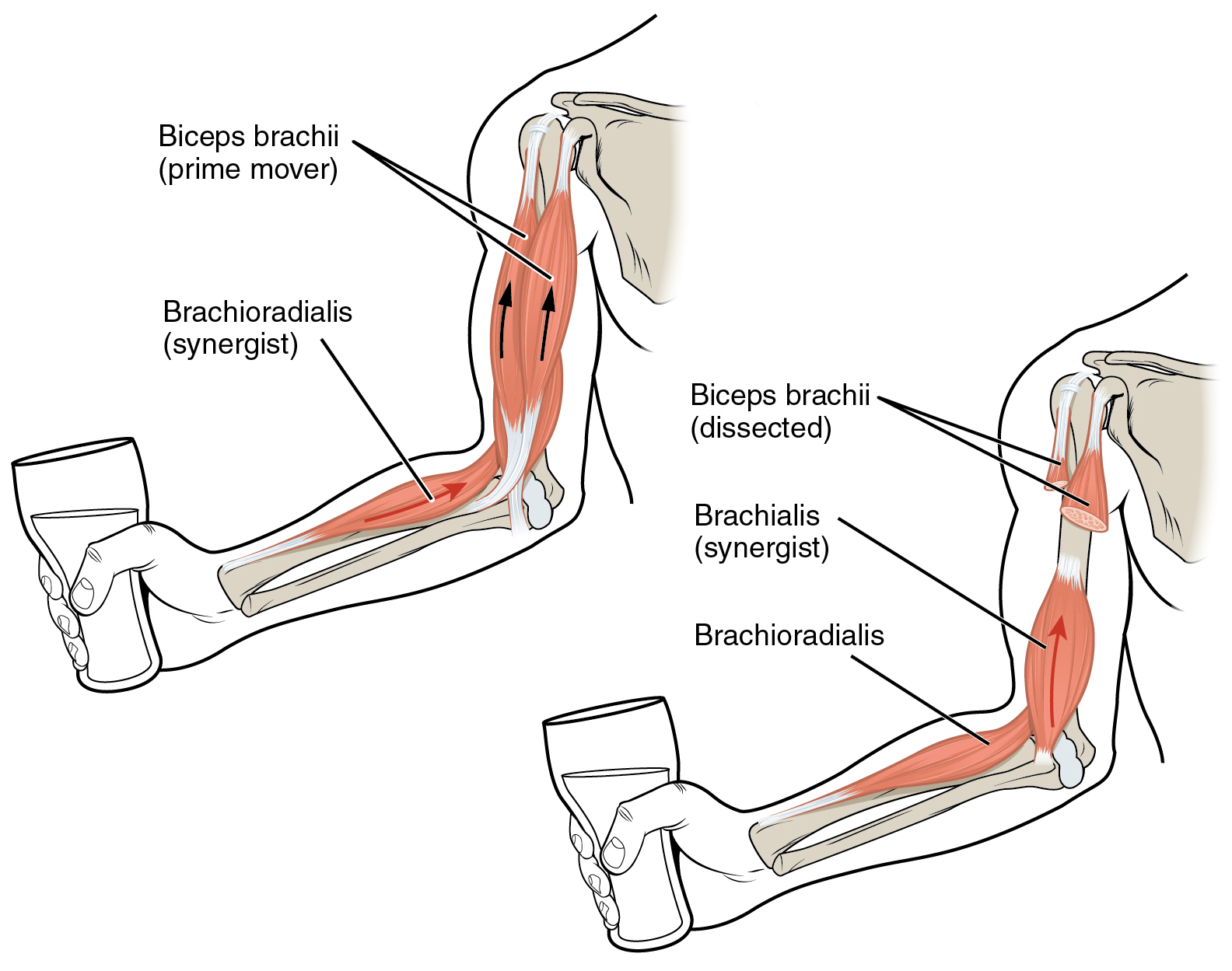
العضلة ذات الرأسين العضدية (biceps) تثني الذراع السفلى.
العضلة العضدية الكعبرية (brachoradialis) في الساعد، والعضلة العضدية (brachialis) التي تقع عميقا في العضلة ذات الرأسين العضدية في الجزء العلوي من الذراع، كليهما عضلات تآزُرِيّة تساعد في هذه الحركة.

العضلات التآزُرِيّة (بالإنجليزية: Synergist muscles) تؤدي، أو تساعد في أداء نفس مجموعة حركات المفصل كمثل العضلات الناهضة (بالإنجليزية: Agonist muscles) . تعمل العضلات التآزرية على المفاصل القبلة للتحرك. ويُشار إلى المؤازِرات أحيانا باسم «المحيّدات» (بالإنجليزية: neutralizers) لأن تلك العضلات تساعد على إلغاء أو تحييد الحركة الزائدة من العضلات الناهضة للتأكد من أن القوة المتولّدة تعمل في المستوى المطلوب للحركة.
يمكن لألياف العضلات أن تنقبض فقط إلى ما يصل إلى 40٪ من طولها عند أقصى تمدد، وبالتالي فإن الألياف القصيرة للعضلات الوترية هي أكثر مناسبة عندما تكون القوة مطلوبة بدلا من نطاق التقلص والانكماش. هذا القيد في نطاق الانكماش يؤثر على جميع العضلات. قد تكون العضلات التي تعمل على عدة مفاصل غير قادرة على الانكماش بما فيه الكفاية في كل منها في وقت واحد، لإنتاج مجموعة كاملة من الحركة (قصور مؤثّر، على سبيل المثال، لا يمكن ثنى الأصابع تماما عندما ينثني الرسغ أيضا). وبالمثل، قد لا تتمكن العضلة المقابلة من البسط بما فيه الكفاية لتسمح بمثل هذه الحركة (قصور سلبي). لكل هذه الأسباب، غالبا ما يُصبح ضرورياً استخدام عضلات أخرى اسمها «المثبتات» (بالإنجليزية: fixators) أو «المؤازرات» (بالإنجليزية: synergists) في هذا النوع من الحركة من أجل تثبيت بعض المفاصل حتى يتسنّى الحركة لغيرها على نحو فعال، فعلى سبيل المثال، يتم تثبيت الرسغ خلال الإنثناء الكامل للأصابع عند إِحكام القبضة. المؤازِرات هي العضلات التي تسهل عمل التثبيت تلك.
هناك فارق هام بين العضلات المؤازِرة المساعدة و العضلات المؤازِرة الحقيقية. العضلات المؤازِرة الحقيقية هي تلك التي تُحيّد فقط حركة المفصل غير المرغوب فيها، في حين أن العضلات المؤازِرة المساعِدة هي تلك التي تُحيّد حركة المفصل غير المرغوب فيها ولكن أيضا تُساعد على إجراء الحركة المطلوبة.

### الفعل المحيد
الفعل المحيِّد (بالإنجليزية: Neutralizer Action) هو عمل العضلة التي تقوم بتثبيت العظم بحيث يُمكن للعضلة الناهضة تنفيذ الحركة المقصودة. المثال الشهير على هذا هم أوتار الركبة الثلاث (الأوتار المأبضية) (بالإنجليزية: hamstrings) ، وهم: 1) العضلات نصف الوترية (بالإنجليزية: Semitendinosus muscle) و 2) العضلات نصف الغشائية (بالإنجليزية: Semimembranosus muscle) اللذان يمكنهما أداء حركة انثناء الركبة (بالإنجليزية: knee flexion) والدوران الداخلي لها، و 3) العضلة الفخذية ذات الرأسين التي تنفذ حركة انثناء الركبة والدوران الخارجي لها. ولذلك، فلكي يمكن أداء حركة انثناء الركبة فقط ومنعها من الدوران في أي من الاتجاهين في نفس الوقت، فلابد من تقلص العضلات الثلاث معاً بحيث يتم استقرار الركبة، وبالتالي يمكن أن تتأثر الركبة بحركة الانثناء المطلوبة.

#### العضلة المركبة
العضلات المركّبة (بالإنجليزية: Composite muscle) أو الهجينة أو المختلطة (بالإنجليزية: hybrid muscles) هي تلك العضلات التي لديها أكثر من مجموعة واحدة من الألياف ولكن تؤدي نفس الوظيفة، وعادة ما يكون لها مجموعة أعصاب مستقلة لكل مجموعة من الألياف. مثال عليها: عضلة اللسان عضلة مركبة تتكون من مكونات مختلفة هي: عضلات طولية وعرضية وأفقية.

## حركة العضلات الملساء
العضلات الملساء هي المسؤولة عن انقباض الأجهزة الجوفاء، مثل الأوعية الدموية والجهاز الهضمي، والمثانة، أو الرحم. بنيانها يختلف كثيرا عن العضلات الهيكلية.

## التكوين

### المنشأ والمغرز
منشأ العضلات (بالإنجليزية: origin) يكون من العظام، وهي عادة ما تكون العظام القريبة التي لديها كتلة كبيرة، ويكون منشأ العضلة أكثر استقرارا خلال انقباض العضلة من مغرز العضلة. على سبيل المثال العضلة الظهرية العريضة، منشأها من الجذع ومغرزها في الذراع، فالذراع هي البعيدة وهي التي تتحرك لأن كتلتها أقلّ. هذا هو الحال عند القبض على أشياء أخفّ من الجسم (مثل شخص يتدرّب على جهاز السحب الطولي لأسفل (جهاز المنسدلة) pulldown machine). والعكس صحيحٌ في أحوال أخرى، مثل لاعب الجمباز الذي يتدرب على جهاز الرافعة الأمامية Front lever) وتكون ذراعاه مستقرتان على الجهاز بينما يتحرك الجذع بدلاً من الذراع.
مغرز العضلات (بالإنجليزية: insertion) هو المكان الذي تتصل به نهاية العضلة وتميل إلى تحريكها عند انقباض تلك العضلة. قد تكون عظاماً، أو وتراً أو نسيجاً تحت الجلد ضاماً للجلد. وعادة ما يكون المغرز هو اتصال العضلات بالعظام عن طريق وتر. المغرز هو العظم البعيد، الذي له كتلة أقل، وله حركة أكبر من المنشأ خلال انقباض العضلة.

### ألياف العضلات

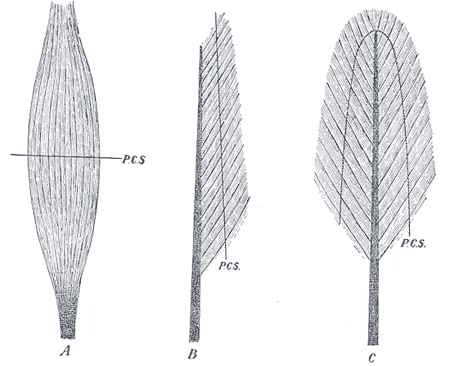
الأنواع المختلفة من العضلات الهيكلية:
A-العَضَلَةُ المِغْزَلِيَّة (Fusiform muscles)
B-العَضَلَةُ الأُحادِيَّةُ الوَتَر (Unipennate muscles)
C-العَضَلَةُ ذاتُ الوَتَرين (Bipennate muscles)

يمكن أيضا أن تُوصف العضلات حسب الاتجاه الذي تجري فيه ألياف العضلات.
- العَضَلَةُ المِغْزَلِيَّة (بالإنجليزية: fusiform) أليافها تجري بالتوازي مع طول العضلة وتكون على شكل مغزل. مثال: العضلة الكابّة المدوّرة في الساعد.
- العَضَلَةُ الأُحادِيَّةُ الوَتَر (بالإنجليزية: unipennate) أليافها تجري على طول جانب واحد فقط من العضلة، مثل قلم الريشة. أمثلة: العضلات الشظوية (الطويلة، والقصيرة، والثالثة).
- العَضَلَةُ ذاتُ الوَتَرين (بالإنجليزية: Bipennate) تتكون من صفين من ألياف العضلات المائلة التي تواجه بعضها البعض في اتجاهات قُطرية مُعاكسة، تتلاقى على الوتر المركزي في الوسط. العضلة ذات الوترين أقوى من كل من العضلات المغزلية والعضلات الأحادية الوتر، وذلك لأن مساحة المقطع العرضي الوظائفي (الفسيولوجي) (بالإنجليزية: Physiological cross-sectional area PCSA) أكبر. العضلات ذات الوترين يستطيع طولها أن يقصر أكثر من العضلات الأحادية الوتر ولكن توتر العضلة يكون أكبر عنها في هذه الحالة، وهذا يُعني أن العضلة ذات الوترين أعظم قوةً ولكن نطاق حركتها أقل. وعموما فإن العضلات ذات الوترين تتعب بسهولة. أمثلة: العَضَلَةُ المُسْتَقِيْمَةُ الفَخِذِيَّة في الفخذ، والعضلة الركابية في الأذن الوسطى.

## الحالة

### التضخم والضمور
التضخم (بالإنجليزية: hypertrophy) هوعملية زيادة حجم خلايا العضلات، ما قد يؤدي إلى زيادة حجم العضلة الكلّي. هذا يحدث عادة نتيجة لممارسة الرياضة.
الضمور (بالإنجليزية: atrophy) هو انكماش أو تقلص في حجم خلايا العضلات نتيجة لفقدان مواد من داخل الخلايا. إذا أصاب الضمور أكثر من خلية فإنه يمكن القول بأن العضلة في حالة ضمور، ولكن ضمور الخلايا لا يعني موتها.

## كتب
- Willert، editor Donald Venes, Coeditor Clayton L. Thomas, Managing Editor Elizabeth J. Egan, Assistant Editors Nancee A. Morelli and Alison D. Nell. /copy Editor Ann Houska Proofreaders Joy Matkowski and Christopher Muldor. Dictionary Illustrator Beth Anne (2001). Taber's cyclopedic medical dictionary (ط. Ed. 19, illustrated in full color). Philadelphia: F.A.Davis Co. {{استشهاد بكتاب}}: |الأول= باسم عام (مساعدة) وتجاهل المحلل الوسيط |الرقم المعياري= لأنه غير معروف، ويقترح استخدام |ردمك= (مساعدة)صيانة الاستشهاد: أسماء متعددة: قائمة المؤلفين (link)
- J. A. Simpson، المحرر (1989). The Oxford English dictionary. Oxford: Clarendon Press. {{استشهاد بكتاب}}: تجاهل المحلل الوسيط |الرقم المعياري= لأنه غير معروف، ويقترح استخدام |ردمك= (مساعدة)